# 南池田村
南池田村（みなみいけだむら）は、かつて大阪府にあった村。現在の和泉市中部、槇尾川が形成する池田谷の南部にあたる。村名の由来は和名抄に見られる郷名「池田」より。

## 歴史
- 1889年（明治22年）4月1日、和泉郡万町村、浦田村、和田村、三林村、鍛冶屋村、納花村、黒石村、平井村、国分村が合併して、和泉郡南池田村が発足。大字納花に村役場を設置。
- 1896年（明治29年）4月1日、泉北郡が成立。
- 1956年（昭和31年）9月1日、和泉町を中心とする1町6村の合併により、和泉市となる。

## 交通

### 鉄道路線
現在は南海泉北線和泉中央駅が所在するが、当時は未開業。

### 道路
- 大津街道（河泉街道）
- 父鬼街道